# Rod de Highden
Rod de Highden, född 15 januari 1969, är en australisk friidrottare. Han deltog vid olympiska sommarspelen 1996 och olympiska sommarspelen 2000.